# Tour de France 2010/13. Etappe
Die 13. Etappe der Tour de France 2010 am 17. Juli führte über 196 Kilometer von Rodez nach Revel. Auf dieser Etappe mit einem flachen Profil gab es zwei Sprintwertungen und fünf Bergwertungen, zwei der 3. Kategorie sowie drei der 4. Kategorie. Nach der Aufgabe von Tyler Farrar gingen 176 der 198 gemeldeten Teilnehmer an den Start.

## Rennverlauf
Nach 5,7 Kilometern neutraler Fahrt, während der Lance Armstrong stürzte, aber weiterfahren konnte, erreichten die Fahrer um 12:48 Uhr den realen Start. Nach mehreren gescheiterten Versuchen anderer Fahrer konnten sich nach vier Kilometern Juan Antonio Flecha, Sylvain Chavanel und Pierrick Fédrigo absetzen. Eine Gruppe von Fahrern sowie Pawel Brutt versuchten erfolglos, der Dreiergruppe noch hinterherzufahren. Diese Drei ließ das Feld schließlich jedoch fahren. Rein Taaramäe verließ die Rundfahrt.
Chavanel gewann die erste Bergwertung. Das Feld fuhr mit einem Rückstand von etwa sechs Minuten über den Gipfel, danach stabilisierte sich der Vorsprung. Fédrigo überquerte als Erster die zweite Bergwertung und lag auch bei der ersten Sprintwertung vorn. Im Feld kontrollierten nun Columbia und Lampre das Tempo. Bei wieder sinkendem Vorsprung war es erneut Fédrigo, der als Erster die dritte Bergwertung erreichte. Als das Feld die Bergwertung erreichte, sprintete Christophe Moreau aus dem Feld, um den letzten Punkt zu erzielen. Thomas Voeckler konnte ihm den Punkt allerdings noch wegschnappen. Sergei Iwanow und Alexander Winokurow versuchten nach der Verpflegungszone einen Angriff, brachen diesen jedoch ab. Chavanel gewann in der Spitzengruppe die vierte Bergwertung und Flecha die zweite Sprintwertung. Durch die Tempoarbeit des Feldes wurde der Vorsprung der Gruppe nun deutlich kleiner und die Teams der Klassementfahrer übernahmen die Führung. Jesús Hernández kam zu Fall, was aber ohne Folgen blieb.
Am Anstieg zur letzten Bergwertung teilte sich das Feld, wobei Armstrong und Anthony Charteau sich in der hinteren Gruppe befanden. Die Ausreißer wurden zehn Kilometer vor dem Ziel wieder eingefangen, als das Team Columbia erneut das Tempo erhöhte. Als dadurch Mark Cavendish den Anschluss verlor und das Team das Tempo wieder etwas reduzierte, nutzte Alessandro Ballan die Gelegenheit für einen Angriff und gewann die Bergwertung. Ein Trio aus Carlos Barredo, Damiano Cunego und Nicolas Roche folgte ihm, ohne ihn jedoch erreichen zu können. Winokurow und Luis León Sánchez waren die nächsten Angreifer. Winokurow setzte sich an die Spitze und Ballan fiel ins Feld zurück. Thomas Voeckler versuchte vergeblich, den vor ihm fahrenden Kasachen noch einzuholen, doch er wurde schließlich noch vom Feld eingeholt. Winokurow rettete einen Vorsprung von 13 Sekunden auf das Hauptfeld ins Ziel und holte sich den am Vortag verpassten Etappensieg. Den Sprint des Feldes gewann erneut Cavendish vor Alessandro Petacchi, der sich das Grüne Trikot zurückerkämpfte, da sein größter Konkurrent in der Punktewertung Thor Hushovd nur Achter wurde.

## Sprintwertungen
- 1. Zwischensprint in Saint-Jean-Delnous (Kilometer 47) (538 m)

| Erster  | Pierrick Fédrigo    | 6 Pkt. |
| Zweiter | Juan Antonio Flecha | 4 Pkt. |
| Dritter | Sylvain Chavanel    | 2 Pkt. |

- 2. Zwischensprint in Caraman

| Erster  | Juan Antonio Flecha | 6 Pkt. |
| Zweiter | Pierrick Fédrigo    | 4 Pkt. |
| Dritter | Sylvain Chavanel    | 2 Pkt. |

- Ziel in Revel (Kilometer 196) (262 m)

| Erster   | Alexander Winokurow    | 35 Pkt. |
| Zweiter  | Mark Cavendish         | 30 Pkt. |
| Dritter  | Alessandro Petacchi    | 26 Pkt. |
| Vierter  | Edvald Boasson Hagen   | 24 Pkt. |
| Fünfter  | José Joaquín Rojas Gil | 22 Pkt. |
| Sechster | Julian Dean            | 20 Pkt. |
| Siebter  | Anthony Geslin         | 19 Pkt. |
| Achter   | Thor Hushovd           | 18 Pkt. |
| Neunter  | Grega Bole             | 17 Pkt. |
| Zehnter  | Lloyd Mondory          | 16 Pkt. |
| 11.      | Gerald Ciolek          | 15 Pkt. |
| 12.      | Martijn Maaskant       | 14 Pkt. |
| 13.      | Jürgen Roelandts       | 13 Pkt. |
| 14.      | Samuel Sánchez         | 12 Pkt. |
| 15.      | Christophe Moreau      | 11 Pkt. |
| 16.      | Juan Manuel Gárate     | 10 Pkt. |
| 17.      | Martin Elmiger         | 9 Pkt.  |
| 18.      | Denis Menschow         | 8 Pkt.  |
| 19.      | Yukiya Arashiro        | 7 Pkt.  |
| 20.      | Óscar Freire           | 6 Pkt.  |
| 21.      | Christophe Le Mével    | 5 Pkt.  |
| 22.      | Christopher Horner     | 4 Pkt.  |
| 23.      | Kevin De Weert         | 3 Pkt.  |
| 24.      | Benoît Vaugrenard      | 2 Pkt.  |
| 25.      | Alberto Contador       | 1 Pkt.  |

## Bergwertungen
- Côte de Mergals, Kategorie 4 (Kilometer 24) (637 m; 3,7 km à 3,8 %)

| Erster  | Sylvain Chavanel    | 3 Pkt. |
| Zweiter | Pierrick Fédrigo    | 2 Pkt. |
| Dritter | Juan Antonio Flecha | 1 Pkt. |

- Côte de Bégon, Kategorie 4 (Kilometer 31,5) (698 m; 3,1 km à 4,5 %)

| Erster  | Pierrick Fédrigo    | 3 Pkt. |
| Zweiter | Sylvain Chavanel    | 2 Pkt. |
| Dritter | Juan Antonio Flecha | 1 Pkt. |

- Côte d’Ambialet, Kategorie 3 (Kilometer 72) (474 m; 5,2 km à 4,6 %)

| Erster  | Pierrick Fédrigo    | 4 Pkt. |
| Zweiter | Sylvain Chavanel    | 3 Pkt. |
| Dritter | Juan Antonio Flecha | 2 Pkt. |
| Vierter | Thomas Voeckler     | 1 Pkt. |

- Côte de Puylaurens, Kategorie 4 (Kilometer 125) (368 m; 4,3 km à 3,9 %)

| Erster  | Sylvain Chavanel    | 3 Pkt. |
| Zweiter | Pierrick Fédrigo    | 2 Pkt. |
| Dritter | Juan Antonio Flecha | 1 Pkt. |

- Côte de Saint-Ferréol, Kategorie 3 (Kilometer 188,5) (397 m; 1,9 km à 6 %)

| Erster  | Alessandro Ballan   | 4 Pkt. |
| Zweiter | Alexander Winokurow | 3 Pkt. |
| Dritter | Nicolas Roche       | 2 Pkt. |
| Vierter | Luis León Sánchez   | 1 Pkt. |

## Aufgaben
- 171  – Rein Taaramäe (Équipe Cofidis): Aufgabe während der Etappe